# Hipgnosis
Hipgnosis es el nombre de un colectivo de diseño gráfico de Inglaterra, Reino Unido fundado en el año 1968 y que adquirió notoriedad mundial gracias a la creación de innovadoras portadas de álbumes de rock, principalmente durante los años 70. Trabajaron para bandas conocidas internacionalmente, como Pink Floyd, Genesis, Led Zeppelin y Black Sabbath.
Originalmente Hipgnosis estaba compuesto por Storm Thorgerson y Aubrey Powell, a quienes en 1974 se unió Peter Christopherson. A lo largo de los años, Hipgnosis trabajó con numerosos asistentes, artistas independientes y más personal. El grupo de artistas se separó en 1983, pero Thorgerson continuó trabajando en portadas para Pink Floyd.
La portada de A Saucerful of Secrets fue la primera creación de Hipgnosis.

## Historia
Thorgerson y Powell comenzaron su carrera en el diseño de portadas con el segundo disco de Pink Floyd. Aprovecharon su amistad con parte de la banda para realizar el diseño de A Saucerful of Secrets siendo su discográfica la segunda vez en toda su historia que dejaban diseñar la portada a un grupo externo. Primero montaron un estudio en el baño de Powell y después, en 1970, alquilaron un estudio en condiciones.
El nombre de "Hipgnosis" proviene de un grafiti que encontraron en la puerta de su apartamento y, dado que les gusto la poderosa fuerza de su significado, se lo agenciaron y bautizaron su empresa de esa manera. Por otro lado, según palabras de Thorgerson, le gustaba la palabra dado que le reflejaba una "agradable sensación de contradicción", "por su coexistencia". Por un lado, "Hyp" que significaba new, cool, and groovy; y por otro lado "gnosis" concepto más amplio y que define una espiritualidad o ausencia de ella fuera de la dualidad sostenida y constante histórica.

## Portadas de álbumes
| Año  | Artista                              | Álbum                                                                      |
| ---- | ------------------------------------ | -------------------------------------------------------------------------- |
| 1968 | Pink Floyd                           | A Saucerful of Secrets                                                     |
| 1968 | The Gods                             | Génesis                                                                    |
| 1969 | Pink Floyd                           | More                                                                       |
| 1969 | Pink Floyd                           | Ummagumma                                                                  |
| 1970 | Pink Floyd                           | Atom Heart Mother                                                          |
| 1970 | Quatermass                           | Quatermass                                                                 |
| 1970 | The Pretty Things                    | Parachute                                                                  |
| 1970 | The Greatest Show on Earth           | The Going's Easy                                                           |
| 1970 | Syd Barrett                          | The Madcap Laughs                                                          |
| 1970 | The Nice                             | Five Bridges                                                               |
| 1970 | Toe Fat                              | Toe Fat                                                                    |
| 1970 | Cochise                              | Cochise                                                                    |
| 1970 | Disco promocional de Harvest Records | Picnic - A Breath of Fresh Air                                             |
| 1971 | T. Rex                               | Electric Warrior                                                           |
| 1971 | Toe Fat                              | Toe Fat 2                                                                  |
| 1971 | Trees                                | On the Shore                                                               |
| 1971 | Marvin, Welch & Farrar               | Marvin, Welch & Farrar                                                     |
| 1971 | The Nice                             | Elegy                                                                      |
| 1971 | Pink Floyd                           | Meddle                                                                     |
| 1971 | Electric Light Orchestra             | The Electric Light Orchestra                                               |
| 1971 | Audience                             | House on the Hill                                                          |
| 1971 | Edgar Broughton Band                 | Edgar Broughton Band                                                       |
| 1971 | Wishbone Ash                         | Pilgrimage                                                                 |
| 1971 | Climax Blues Band                    | Tightly Knit                                                               |
| 1971 | Tear Gas                             | Tear Gas                                                                   |
| 1971 | Stackridge                           | Stackridge                                                                 |
| 1972 | Flash                                | Flash                                                                      |
| 1972 | Wishbone Ash                         | Argus                                                                      |
| 1972 | The Nice                             | Autumn '67 - Spring '68                                                    |
| 1972 | Renaissance                          | Prologue                                                                   |
| 1972 | Edgar Broughton Band                 | Inside Out                                                                 |
| 1972 | Audience                             | Lunch                                                                      |
| 1972 | The Pretty Things                    | Freeway Madness                                                            |
| 1972 | Pink Floyd                           | Obscured by Clouds                                                         |
| 1972 | Blue Mink                            | A Time of Change                                                           |
| 1972 | Roger Cook                           | Meanwhile... Back at the World                                             |
| 1973 | Electric Light Orchestra             | ELO 2                                                                      |
| 1973 | Pink Floyd                           | The Dark Side of the Moon                                                  |
| 1973 | Roger Cook                           | Minstrel in Flight                                                         |
| 1973 | Electric Light Orchestra             | On the Third Day                                                           |
| 1973 | Edgar Broughton Band                 | Oora                                                                       |
| 1973 | Al Stewart                           | Past, Present and Future                                                   |
| 1973 | Led Zeppelin                         | Houses of the Holy                                                         |
| 1973 | Audience                             | You Can't Beat 'Em                                                         |
| 1973 | Roy Harper                           | Lifemask                                                                   |
| 1973 | Renaissance                          | Ashes Are Burning                                                          |
| 1973 | Wishbone Ash                         | Wishbone Four                                                              |
| 1973 | Wishbone Ash                         | Live Dates                                                                 |
| 1973 | Flash                                | Out of Our Hands                                                           |
| 1973 | Varios artistas                      | Music From Free Creek                                                      |
| 1973 | Humble Pie                           | Thunderbox                                                                 |
| 1973 | Emerson, Lake and Palmer             | Trilogy                                                                    |
| 1974 | Sharks                               | Jab It in Yore Eye                                                         |
| 1974 | Uno                                  | Uno                                                                        |
| 1974 | Wishbone Ash                         | There's the Rub                                                            |
| 1974 | Renaissance                          | Turn of the Cards                                                          |
| 1974 | Roy Harper                           | Valentine                                                                  |
| 1974 | Roy Harper                           | Flashes from the Archives of Oblivion                                      |
| 1974 | Bad Company                          | Bad Company                                                                |
| 1974 | Genesis                              | The Lamb Lies Down on Broadway                                             |
| 1974 | Blue Mink                            | Fruity                                                                     |
| 1974 | Syd Barrett                          | Syd Barrett                                                                |
| 1974 | 10cc                                 | Sheet Music                                                                |
| 1974 | Pink Floyd                           | A Nice Pair                                                                |
| 1974 | The Pretty Things                    | Silk Torpedo                                                               |
| 1974 | UFO                                  | Phenomenon                                                                 |
| 1975 | UFO                                  | Force It                                                                   |
| 1975 | The Pretty Things                    | Savage Eye                                                                 |
| 1975 | Pink Floyd                           | Wish You Were Here                                                         |
| 1975 | Bad Company                          | Straight Shooter                                                           |
| 1975 | Renaissance                          | Scheherazade and Other Stories                                             |
| 1975 | Roy Harper                           | HQ                                                                         |
| 1975 | Edgar Broughton Band                 | A Bunch of 45s                                                             |
| 1975 | The Greatest Show on Earth           | The Greatest Show on Earth                                                 |
| 1975 | 10cc                                 | The Original Soundtrack                                                    |
| 1975 | The Pretty Things                    | S.F. Sorrow / Parachute (doble reedición, solo en versión del Reino Unido) |
| 1975 | Al Stewart                           | Modern Times                                                               |
| 1975 | Wings                                | Venus and Mars                                                             |
| 1975 | Alberto y Lost Trios Paranoias       | Alberto y Lost Trios Paranoias                                             |
| 1975 | Caravan                              | Cunning Stunts                                                             |
| 1975 | Sassafras                            | Wheelin 'n' Dealin                                                         |
| 1975 | Bob Sargeant                         | First Starring Role                                                        |
| 1975 | Strife                               | Rush                                                                       |
| 1975 | The Winkies                          | The Winkies                                                                |
| 1976 | AC/DC                                | Dirty Deeds Done Dirt Cheap                                                |
| 1976 | Montrose                             | Jump on It                                                                 |
| 1976 | Kevin Coyne                          | Heartburn                                                                  |
| 1976 | Wings                                | Wings at the Speed of Sound                                                |
| 1976 | Al Stewart                           | Year of the Cat                                                            |
| 1976 | The Alan Parsons Project             | Tales of Mystery and Imagination                                           |
| 1976 | Black Sabbath                        | Technical Ecstasy                                                          |
| 1976 | Genesis                              | A Trick of the Tail                                                        |
| 1976 | 10cc                                 | How Dare You!                                                              |
| 1976 | Led Zeppelin                         | The Song Remains the Same                                                  |
| 1976 | Led Zeppelin                         | Presence                                                                   |
| 1976 | Brand X                              | Unorthodox Behaviour                                                       |
| 1976 | Wings                                | Wings over America                                                         |
| 1976 | UFO                                  | No Heavy Petting                                                           |
| 1976 | Wishbone Ash                         | New England                                                                |
| 1977 | Wishbone Ash                         | Front Page News                                                            |
| 1977 | UFO                                  | Lights Out                                                                 |
| 1977 | Genesis                              | Wind & Wuthering                                                           |
| 1977 | The Alan Parsons Project             | I, Robot                                                                   |
| 1977 | 10cc                                 | Deceptive Bends                                                            |
| 1977 | Roy Harper                           | Bullinamingvase                                                            |
| 1977 | Brand X                              | Moroccan Roll                                                              |
| 1977 | Sammy Hagar                          | Sammy Hagar                                                                |
| 1977 | Al Stewart                           | The Early Years                                                            |
| 1977 | Sammy Hagar                          | Musical Chairs                                                             |
| 1977 | Bad Company                          | Burnin' Sky                                                                |
| 1977 | Pink Floyd                           | Animals                                                                    |
| 1977 | Electric Light Orchestra             | The Light Shines On                                                        |
| 1977 | Peter Gabriel                        | Peter Gabriel (también conocido como Car)                                  |
| 1977 | Yes                                  | Going for the One                                                          |
| 1977 | Steve Harley & Cockney Rebel         | Face to Face: A Live Recording                                             |
| 1977 | Hawkwind                             | Quark, Strangeness and Charm                                               |
| 1977 | Status Quo                           | Live!                                                                      |
| 1977 | Strawbs                              | Deadlines                                                                  |
| 1977 | The Moody Blues                      | Caught Live + 5                                                            |
| 1978 | AC/DC                                | Dirty Deeds Done Dirt Cheap                                                |
| 1978 | Pezband                              | Laughing in the Dark                                                       |
| 1978 | Richard Wright                       | Wet Dream                                                                  |
| 1978 | David Gilmour                        | David Gilmour                                                              |
| 1978 | Styx                                 | Pieces of Eight                                                            |
| 1978 | Todd Rundgren                        | Back to the Bars                                                           |
| 1978 | XTC                                  | Go 2                                                                       |
| 1978 | Yes                                  | Tormato                                                                    |
| 1978 | Genesis                              | …And Then There Were Three…                                                |
| 1978 | Wishbone Ash                         | No Smoke Without Fire                                                      |
| 1978 | Peter Gabriel                        | Peter Gabriel (Scratch)                                                    |
| 1978 | Al Stewart                           | Time Passages                                                              |
| 1978 | The Alan Parsons Project             | Pyramid                                                                    |
| 1978 | Black Sabbath                        | Never Say Die!                                                             |
| 1978 | Renaissance                          | A Song for All Seasons                                                     |
| 1978 | UFO                                  | Obsession                                                                  |
| 1978 | 10cc                                 | Bloody Tourists                                                            |
| 1979 | Ashra                                | Correlations                                                               |
| 1979 | UFO                                  | Strangers in the Night                                                     |
| 1979 | Scorpions                            | Lovedrive                                                                  |
| 1979 | The Alan Parsons Project             | Eve                                                                        |
| 1979 | Bad Company                          | Desolation Angels                                                          |
| 1979 | Edgar Broughton Band                 | Parlez-Vous English (bajo el nombre The Broughtons)                        |
| 1979 | 10cc                                 | Greatest Hits 1972-1978                                                    |
| 1979 | Led Zeppelin                         | In Through the Out Door                                                    |
| 1979 | Brand X                              | Product                                                                    |
| 1979 | Gary Brooker                         | No More Fear of Flying                                                     |
| 1979 | Steve Hillage                        | Live Herald                                                                |
| 1979 | Godley & Creme                       | Freeze Frame                                                               |
| 1979 | UK                                   | Danger Money                                                               |
| 1979 | Mick Taylor                          | Mick Taylor                                                                |
| 1980 | The Pretty Things                    | Cross Talk                                                                 |
| 1980 | Brand X                              | Do They Hurt?                                                              |
| 1980 | 10cc                                 | Look Hear?                                                                 |
| 1980 | Peter Gabriel                        | Peter Gabriel (Melt)                                                       |
| 1980 | Scorpions                            | Animal Magnetism                                                           |
| 1980 | UFO                                  | No Place to Run                                                            |
| 1980 | Wishbone Ash                         | Just Testing                                                               |
| 1981 | UFO                                  | The Wild, the Willing and the Innocent                                     |
| 1981 | Pink Floyd                           | A Collection of Great Dance Songs                                          |
| 1981 | Rainbow                              | Difficult to Cure                                                          |
| 1981 | Nick Mason                           | Fictitious Sports                                                          |
| 1981 | Roger Taylor                         | Fun in Space                                                               |
| 1981 | Def Leppard                          | High 'n' Dry                                                               |
| 1981 | Yumi Matsutoya                       | Sakuban oai shimasho                                                       |
| 1982 | Paul McCartney                       | Tug of War                                                                 |
| 1982 | Rainbow                              | Straight Between the Eyes                                                  |
| 1982 | The Alan Parsons Project             | Eye in the Sky                                                             |
| 1982 | Bad Company                          | Rough Diamonds                                                             |
| 1982 | Led Zeppelin                         | Coda                                                                       |